# Центральное разведывательное управление
Центра́льное разве́дывательное управле́ние США (ЦРУ, англ. Central Intelligence Agency, CIA) — независимое агентство Федерального правительства США, основной функцией которого является сбор и анализ информации о деятельности иностранных организаций и граждан. Основной орган внешней разведки и контрразведки США. Деятельность ЦРУ бывает сопряжена с возможностью её официального непризнания.
Штаб-квартира ЦРУ, также известная как Разведывательный центр имени Джорджа Буша-старшего, находится в Лэнгли, округ Фэрфакс, штат Виргиния, в 13 км от Вашингтона.
В отличие от Федерального бюро расследований, которое представляет собой службу внутренней безопасности, Центральное разведывательное управление не имеет функций правоохранительных органов и в основном сосредоточено на внешней разведке, но с некоторыми элементами внутренней разведки и контрразведки. Хотя это не единственное правительственное агентство США, специализирующееся на разведке за рубежом, существует также Агентство национальной безопасности, осуществляющее также и радиоэлектронную разведку. Кроме того, ЦРУ является единственным органом, уполномоченным законно осуществлять и контролировать тайные операции по указанию президента. ЦРУ оказывает внешнеполитическое влияние через свои тактические подразделения, такие как Отдел специальных мероприятий.
ЦРУ входит в Разведывательное сообщество США, которым руководит Директор Национальной разведки.

## История
Центральное разведывательное управление было создано в 1947 году после принятия Закона о национальной безопасности, подписанного президентом США Гарри Трумэном и вступившего в силу 18 сентября 1947 года. Ранее до создания ЦРУ, её обязанности принимало на себя Федеральное Бюро Расследований (англ. Federal Bureau of Investigation, FBI), но в настоящий момент юрисдикция ФБР ограничена лишь внутренней политикой, тогда как ЦРУ имеет право выполнять свои функции только за границей Соединённых Штатов.
ЦРУ было создано на основе Управления стратегических служб, действовавшего во время Второй мировой войны, и приняло на себя все функции своего предшественника. В 1949 году был принят Закон о ЦРУ.
Руководителем ЦРУ до 2005 года являлся директор Центральной разведки. Должность была создана в январе 1946 года для общего руководства разведывательной деятельностью правительства США, однако по Закону 1947 года директору были дополнительно переданы функции руководителя ЦРУ, а также советника Президента США по вопросам разведки и члена Совета национальной безопасности. В 1981 году Директор также стал главой Разведывательного сообщества.
В 2005 году согласно Закону о реформировании разведки и предотвращении терроризма функции советника президента, члена СНБ и главы Разведывательного сообщества были выделены в отдельную должность — директор Национальной разведки, — а для руководителя ЦРУ была создана должность Директор Центрального разведывательного управления.
Первым главой ЦРУ был 3-й Директор центральной разведки контр-адмирал Роскоу Хилленкоттер.
В мае 2023 г. агентство создало телеграм-канал для вербовки россиян.
В октябре 2024 г. ЦРУ заявило, что вербовка россиян через соцсети была успешной и запустила аналогичный проект для Ирана, КНДР и Китая

## Функции
В обязанности директора ЦРУ входят:
- Сбор разведывательной информации через агентурную сеть и другие соответствующие средства. При этом директор ЦРУ не обладает полицейскими, правоохранительными полномочиями и полномочиями вызывать в суд, а также не выполняет функций обеспечения внутренней безопасности;
- Сопоставление и оценка полученных разведданных, связанных с национальной безопасностью, и предоставление разведывательной информации соответствующим инстанциям;
- Общее руководство и координация сбора национальных разведданных за пределами Соединённых Штатов через агентурных источников Разведывательного Сообщества, уполномоченных собирать информацию, в координации с другими департаментами, ведомствами и органами правительства Соединённых Штатов. При этом необходимо обеспечение наиболее эффективного использования ресурсов, а также принятие во внимание потенциальных угроз для США и всех лиц, вовлеченных в сбор разведданных;
- Выполнение иных подобных функций и обязанностей, относящихся к разведывательной деятельности, обеспечивающей национальную безопасность, по указанию Президента или директора Национальной Разведки.

В отличие от аналогичных структур во многих других странах, официально ЦРУ является гражданской организацией. В связи с чем агенты данной организации не имеют воинских званий, а сбор разведданных осуществляется сотрудниками, получившими тактическую подготовку. 

Оперативно-тактически наиболее подготовленным является подразделение Отдел Специальных Мероприятий (Special Activities Division), состоящее преимущественно из опытных ветеранов таких спецподразделений вооруженных сил США, как Delta Force, Navy SEAL и т. п.
На сайте ЦРУ существует публичный архив рассекреченных документов, в котором автоматически публикуются все документы старше 25 лет. Однако есть специально оговоренные случаи, для которых установлены более длинные сроки: до 50 лет при наличии чувствительной информации, до 75 лет при наличии имен агентов разведки или информации об оружии массового поражения, а также при наличии специального разрешения, и неограниченная по сроку секретность в исключительных случаях.

## Структура
Руководство:
- Директор ЦРУ. Назначается Президентом США при одобрении Сенатом. Подчиняется Директору Национальной разведки[16].
- Заместитель директора ЦРУ. Осуществляет функции директора, когда должность директора вакантна, либо когда директор отсутствует на рабочем месте.
- Помощник заместителя директора ЦРУ. Данная должность была создана 5 июля 2006 года. Помощник заместителя директора осуществляет все функции, которые раньше лежали на исполнительном директоре ЦРУ.
- Помощник директора ЦРУ по военной поддержке.

### Директораты и офисы
- Разведывательный директорат. Занимается обработкой и анализом полученной развединформации. Руководитель — директор по разведке.
- Оперативный директорат[англ.] (также известный как Национальная секретная служба) решает задачи, связанные со сбором информации агентурной разведкой, организует и проводит тайные операции. В неё входит Отдел специальных операций ЦРУ. Руководитель — директор национальной секретной службы.
- Научно-технический директорат. Проводит исследования и разработку технических средств сбора информации.
- Директорат снабжения. Руководитель — директор по снабжению.
- Центр изучения разведки. Занимается хранением и изучением исторических материалов ЦРУ. Руководитель — директор центра изучения разведки.
- Офис главного юрисконсульта. Руководитель — главный юрисконсульт. Сотрудники данного отдела следят за соблюдением работниками Управления Конституции и законов, действующих правил и инструкций.
- Офис генерального инспектора. Руководитель — генеральный инспектор. Назначается Президентом США при одобрении Сенатом. Независим от других отделов и офисов, подчиняется напрямую директору ЦРУ. Осуществляет инспекции, расследования и аудит в штаб-квартире ЦРУ, на местах, и в зарубежных отделениях Управления. Каждые полгода готовит для директора ЦРУ отчёт, который тот предоставляет Комитету по разведке Конгресса США.
- Офис общественных связей. Руководитель — директор по связям с общественностью.
- Офис по военным делам. Оказывает поддержку в сфере разведки вооружённым силам США.

7 марта 2015 года тогдашний директор ЦРУ Джон Бреннан объявил о начале широкомасштабной реорганизации. В рамках проекта планируется создание директората цифровых инноваций, который будет заниматься современными технологиями и кибершпионажем и 10 новых специализированных офисов.

## Директора
| Директор                                                               | Илл. | Начало           | Окончание       | Примечания                                  |
| ---------------------------------------------------------------------- | ---- | ---------------- | --------------- | ------------------------------------------- |
| Директора Центральной разведки                                         |      |                  |                 |                                             |
| контр-адмирал Сидни Соерс (англ. Sidney Souers)                        |      | 23 января 1946   | 10 июня 1946    |                                             |
| генерал-лейтенант Хойт Ванденберг (англ. Hoyt Vandenberg)              |      | 10 июня 1946     | 1 мая 1947      |                                             |
| контр-адмирал Роскоу Хилленкоттер (англ. Roscoe Hillenkoetter)         |      | 1 мая 1947       | 7 октября 1950  |                                             |
| генерал-лейтенант Уолтер Беделл Смит (англ. Walter Bedell Smith)       |      | 7 октября 1950   | 9 февраля 1953  |                                             |
| Аллен Даллес (англ. Allen Dulles)                                      |      | 9 февраля 1953   | 29 ноября 1961  | 9—26 февраля 1953 — исполняющий обязанности |
| Джон Алекс Мак-Коун (англ. John Alex McCone)                           |      | 29 ноября 1961   | 28 апреля 1965  |                                             |
| вице-адмирал Уильям Френсис Рейборн (англ. William Francis Raborn)     |      | 29 апреля 1965   | 30 июня 1966    |                                             |
| Ричард Хелмс (англ. Richard Helms)                                     |      | 30 июня 1966     | 2 февраля 1973  |                                             |
| Джеймс Родни Шлезингер (англ. James Rodney Schlesinger)                |      | 2 февраля 1973   | 2 июля 1973     |                                             |
| генерал-лейтенант Вернон Энтони Уолтерс (англ. Vernon Anthony Walters) |      | 2 июля 1973      | 4 сентября 1973 | исполняющий обязанности                     |
| Уильям Иган Колби (англ. William Egan Colby)                           |      | 4 сентября 1973  | 30 января 1976  |                                             |
| Джордж Герберт Уокер Буш (англ. George Herbert Walker Bush)            |      | 30 января 1976   | 20 января 1977  |                                             |
| Инно Генри Ноуч (англ. Enno Henry Knoche)                              |      | 20 января 1977   | 9 марта 1977    | исполняющий обязанности                     |
| адмирал Стэнсфилд Тёрнер (англ. Stansfield Turner)                     |      | 9 марта 1977     | 20 января 1981  |                                             |
| Уильям Джозеф Кейси (англ. William Joseph Casey)                       |      | 20 января 1981   | 29 января 1987  |                                             |
| Роберт Майкл Гейтс (англ. Robert Michael Gates)                        |      | 18 декабря 1986  | 26 мая 1987     | исполняющий обязанности                     |
| Уильям Хеджкок Уэбстер (англ. William Hedgcock Webster)                |      | 26 мая 1987      | 31 августа 1991 |                                             |
| Ричард Джеймс Керр (англ. Richard James Kerr)                          |      | 1 сентября 1991  | 6 ноября 1991   | исполняющий обязанности                     |
| Роберт Майкл Гейтс (англ. Robert Michael Gates)                        |      | 6 ноября 1991    | 20 января 1993  |                                             |
| адмирал Уильям Стадмен (англ. William Studeman)                        |      | 21 января 1993   | 5 февраля 1993  | исполняющий обязанности                     |
| Роберт Джеймс Вулси (англ. R. James Woolsey)                           |      | 5 февраля 1993   | 10 января 1995  |                                             |
| адмирал Уильям Стадмен (англ. William Studeman)                        |      | 11 января 1995   | 9 мая 1995      | исполняющий обязанности                     |
| Джон Марк Дейч (англ. John Mark Deutch)                                |      | 9 мая 1995       | 15 декабря 1996 |                                             |
| Джордж Джон Тенет (англ. George John Tenet)                            |      | 16 декабря 1996  | 11 июля 2004    | до 11 июля 1997 — исполняющий обязанности   |
| Портер Джонстон Госс (англ. Porter J. Goss)                            |      | 24 сентября 2004 | 20 апреля 2005  |                                             |
| Директора ЦРУ                                                          |      |                  |                 |                                             |
| Портер Джонстон Госс (англ. Porter J. Goss)                            |      | 21 апреля 2005   | 26 мая 2006     |                                             |
| генерал Майкл Хайден (англ. Michael Hayden)                            |      | 26 мая 2006      | 12 февраля 2009 |                                             |
| Леон Панетта (англ. Leon Panetta)                                      |      | 12 февраля 2009  | 30 июня 2011    |                                             |
| генерал Дэвид Хоуэлл Петреус (англ. David Howell Petraeus)             |      | 1 июля 2011      | 9 ноября 2012   |                                             |
| Джон Оуэн Бреннан (англ. John Owen Brennan)                            |      | 8 марта 2013     | 20 января 2017  |                                             |
| Мероэ Парк (англ. Meroë Park)                                          |      | 20 января 2017   | 23 января 2017  | исполняющая обязанности                     |
| Майк Помпео (англ. Michael Richard Pompeo)                             |      | 23 января 2017   | 26 апреля 2018  |                                             |
| Джина Хаспел (англ. Gina Cheri Haspel)                                 |      | 26 апреля 2018   | 20 января 2021  | до 21 мая 2018 — исполняющая обязанности    |
| Дэвид Коэн (англ. David Samuel Cohen)                                  |      | 20 января 2021   | 19 марта 2021   | исполняющий обязанности                     |
| Уильям Джозеф Бёрнс (англ. William Joseph Burns)                       |      | 19 марта 2021    | 20 января 2025  |                                             |
| Джон Ли Рэтклифф (англ. John Lee Ratcliffe)                            |      | 23 января 2025   | в должности     |                                             |

## Подготовка агентов
Для обучения и подготовки своих агентов ЦРУ имеет два тренировочных центра. Главный — The Farm (Ферма) — находится на армейской базе Кэмп-Пири, штат Виргиния. Второй центр — The Point (Точка) — находится в Харвей-Пойнт, штат Северная Каролина.

## Критика и скандалы

### Деятельность ЦРУ в Латинской Америке в 1950-е—1980-е годы
Деятельность ЦРУ в Латинской Америке является предметом острых дискуссий, и многие критикуют его за организацию государственного переворота в Гватемале в 1954 году, операции против режима Фиделя Кастро на Кубе, поддержу противников президента Сальвадора Альенде в Чили, поддержку вооруженных действий контрас против сандинистского режима в Никарагуа, поддержку правительственных сил, допускавших нарушения прав человека, в гражданских войнах в Сальвадоре и в в Гватемале.

### Секретные тюрьмы и применение пыток к подозреваемым в причастности к терроризму
В ходе «войны с терроризмом» после терактов 11 сентября 2001 года была создана система секретных тюрем ЦРУ в различных странах, где подозреваемые в терроризме подвергались пыткам и жестокому обращению («расширенные методы допроса»).
В 2006 году президент США Джордж Буш-младший официально признал факт существования данных мест. В своей речи на данную тему он заявил о том, что эти заведения были необходимы по требованиям безопасности и что содержались там только особо опасные лица, подозреваемые в терроризме.
23 января 2009 года президент США Барак Обама издал указ о закрытии всех секретных тюрем ЦРУ. В апреле 2009 года директор ЦРУ Л. Панетта отчитался о закрытии всех тюрем, находившихся за рубежом.
В декабре 2007 года ЦРУ признало, что уничтожило две кассеты с видеозаписью допросов подозреваемых. Как заявили в ЦРУ, процедура была «очень жёсткой». Майкл Хайден, бывший в то время директором ЦРУ, ссылаясь на мнение службы собственной безопасности самого ЦРУ, утверждал, что методы были легальными. ЦРУ уничтожило доказательства, которые компрометируют её сотрудников. Американский союз защиты гражданских свобод по этому поводу заявил: «уничтожение этих кассет стало частью масштабного и долгосрочного процесса использования исполнительной власти с целью избавить отдельных граждан от криминального преследования за пытки и злоупотребление служебным положением».
В феврале 2008 года Майкл Хейден признал, что его сотрудники применяли на допросах метод, заключающийся во временном погружении подозреваемого в воду с целью достижения эффекта «захлёбывания». ЦРУ не считает это пыткой и определяет, как «более жёсткий метод допроса». Всего использовалось около 18 подобных методов. В Конгрессе США было выдвинуто предложение о запрете для ЦРУ применять при допросах данный метод получения информации. Однако тогдашний президент Джордж Буш заявил, что наложит вето на такой закон. Следующий президент США, Барак Обама, 22 января 2009 года подписал указ о запрете допросов с применением пыток. В руководстве Департамента юстиции США в 2009 году начались дискуссии о возможном привлечении к уголовной ответственности тех сотрудников ЦРУ, которые санкционировали применение таких методов допроса.

### Сбор данных о гражданах США в связи с делом Джулиана Ассанжа
15 августа 2022 года Reuters сообщило, что группа журналистов и юристов подала в суд на ЦРУ и его бывшего директора Майка Помпео. Согласно позиции истцов, ЦРУ при Помпео нарушило права на неприкосновенность частной жизни этих американских журналистов и юристов, шпионя за ними. В число истцов вошли журналисты Чарльз Гласс и Джон Гетц, а также адвокаты Маргарет Канстлер и Дебора Хрбек, которые представляли интересы Джулиана Ассанжа. «Конституция Соединённых Штатов защищает американских граждан от злоупотреблений со стороны правительства США, даже если действия происходят в иностранном посольстве в другой стране», — сказал Ричард Рот, главный адвокат, представляющий интересы истцов. Сообщается, что ЦРУ запрещено собирать разведывательные данные о гражданах США. По информации агентства, ЦРУ отказалось комментировать иск.

### Коррупция
Согласно опубликованным в 2008 году результатам работы группы исследователей[какой?], во второй половине XX века сотрудники ЦРУ и их деловые партнёры использовали полученную ЦРУ секретную информацию с целью получения собственной выгоды.

## Операции
- Операция REDSOX — организованная ЦРУ засылка не менее 85 шпионов в западные районы СССР с целью помощи антисоветскому подполью и сбора шпионской информации. Из засланных шпионов в США вернулись трое, причём одного из них американцы держали под подозрением как двойного агента. Остальные были перевербованы, раскрыты или погибли[34].
- Операция TP-AJAX — совместное с MI6 свержение демократически-избранного правительства Ирана во главе с Мохаммедом Мосаддыком после того, как в Иране была национализирована Англо-иранская нефтяная компания и требования британского правительства к Ирану не были поддержаны международным арбитражем. Операцией руководил Кермит Рузвельт, внук Теодора Рузвельта. Проводниками идеи свержения Мосаддыка были Госсекретарь Джон Фостер Даллес и глава ЦРУ Аллан Даллес[35].
- Операция PBSUCCESS — организованное ЦРУ[36] военное вторжение в 1954 году с целью свержения президента Гватемалы Хакобо Арбенса. В ходе вторжения самолёты наёмников ЦРУ подвергли бомбардировкам города Гватемалы. 27 июня 1954 года президент Арбенс был вынужден уйти в отставку, его заменил проамерикански настроенный Кастильо Армас[37].
- Операция «Феникс» — проводившаяся совместно с полицией и спецслужбами Южного Вьетнама программа по ликвидации политической структуры Национального фронта освобождения Южного Вьетнама.
- Операция «Циклон» (англ. Operation Cyclone) — программа ЦРУ по вооружению афганских моджахедов во время Афганской войны (1979—1989)[38]. Является одной из самых длинных и самых дорогостоящих секретных операций ЦРУ[39]. Финансирование программы началось с $20-30 миллионов в год и к 1987 году достигло уровня $630 миллионов в год[40].
- Операция в заливе Свиней — военная операция с целью свержения правительства Фиделя Кастро на Кубе. Утром 15 апреля 1961 года самолёты с опознавательными знаками ВВС Кубы нанесли удары по кубинским аэродромам, однако кубинское военное командование заблаговременно заменило самолёты макетами. В ночь на 17 апреля в районе Залива Свиней началась высадка десанта. По плану операции, курируемой ЦРУ, президент Кеннеди должен был допустить авиацию США к совместному участию по свержению правительства Кубы с десантами, но в последний момент Кеннеди отклонил данную инициативу, что в результате повлекло за собой полный провал операции и привело руководство ЦРУ в ярость.
- Иран-контрас — операции по поддержке контрас против сандинистского правительства в Никарагуа в середине 1980-х годов, финансирование боевиков осуществлялось в том числе за счёт поставок оружия в Иран, с нарушением оружейного эмбарго, введённого тогда для Ирана.
- Операция «Аэродинамик» — одна из ряда секретных операций ЦРУ против СССР, проводимых в сотрудничестве со спецслужбами Великобритании, Италии и ФРГ. Для выполнения операции привлекались лица, ранее сотрудничавшие с нацистской Германией. Была начата в 1948 году под кодовым названием CARTEL, основным партнёром при проведении была выбрана ОУН(б), основным контактным лицом был первый руководитель СБ ОУН(б) Микола Лебедь.

## Образ в информационной среде
Деятельность ЦРУ и его отдельных сотрудников отражена в многочисленных романах, кинофильмах, телесериалах, видеоиграх. Зачастую ЦРУ в массовой культуре выглядит как организация, для которой нет невыполнимых задач.
О становлении ЦРУ повествует фильм Роберта Де Ниро «Ложное искушение» (англ. The Good Shepherd, 2006), который частично основан на реальных событиях. Методы финансирования тайных операций ЦРУ показаны в фильме «Война Чарли Уилсона» (2007).
Непосредственно работе ЦРУ посвящены такие фильмы как «Три дня Кондора» (1975), «Шпионские игры» (2001), «Рекрут» (2003), «Совокупность лжи» (2008) и многие другие. В 2011 году на экраны вышел телесериал «Родина» (англ. Homeland), рассказывающий о борьбе ЦРУ с международным терроризмом.
Одна из наиболее популярных видеоигр, главным героем которой является офицер ЦРУ — Call of Duty: Black Ops, вышедшая осенью 2010 года. Также в Grand Theft Auto V есть пародия на ЦРУ — ЦУР (Центральное Управление Разведкой).

## Работа с индустрией развлечений
Официальный сайт ЦРУ призывает к сотрудничеству сценаристов, режиссёров, продюсеров и актёров: 
Если вы являетесь представителем индустрии развлечений и работаете над проектом, освещающим ЦРУ, мы можем Вам помочь. Мы уполномочены предоставить истории и другие материалы. Это включает в себя ответы на вопросы, развенчание мифов или организация приезда в ЦРУ для общения с людьми, близкими к работе в разведке.